# Robin Roberts
Robin Evan Roberts (Springfield, 30 settembre 1926 – Temple Terrace, 6 maggio 2010) è stato un giocatore di baseball statunitense che ha giocato nel ruolo di lanciatore nella Major League Baseball (MLB). È stato introdotto nella National Baseball Hall of Fame nel 1976.

## Carriera
Roberts debuttò nella MLB il 18 giugno 1948 con i Philadelphia Phillies. Nel 1950 guidò la squadra, che per la sua giovane età venne soprannominata "Whiz Kids", al primo pennant della National League in 35 anni. Roberts iniziò come partente tre gare negli ultimi cinque giorni della stagione, battendo i favoriti Brooklyn Dodgers a Ebbets Field, in una gara decisiva per l'assegnazione del pennant che durò dieci inning. Quella fu la ventesima vittoria di Roberts, diventando il primo lanciatore dei Phillies a raggiungere tale cifra in una stagione da Grover Cleveland Alexander nel 1917. Roberts iniziò una gara come partente anche nelle World Series 1950 (non poté farlo nella prima partita a causa del carico di lavoro subito nel finale della stagione regolare), dove i Phillies furono battuti dai New York Yankees.
Dal 1950 al 1955 , Roberts vinse almeno 20 partite in ogni stagione, guidando la National League in vittorie dal 1952 al 1955. Per sei volte guidò la lega in gare come partente, per cinque in gare complete e in inning lanciati e una volta lanciò 28 gare complete consecutive, inclusa una che si protrasse per 17 inning. Durante la sua carriera, Roberts non concesse mai più di 77 di basi su ball nella stagione regolare. Si fece valere anche in battuta, colpendo 55 doppi, 10 tripli, 5 baseball e 103 punti battuti a casa.
Le sue 28 vittorie nel 1952, anno in cui fu premiato da The Sporting News come giocatore dell'anno, furono il massimo nella National League dalle 28 di Dizzy Dean nel 1935. L'anno successivo vinse 23 gare guidando la lega in strikeout con 198. In un record in carriera di 346⅔ inning lanciati concesse solamente 66 basi su ball e la sua media PGL di 2.75 fu la seconda della NL dopo il 2.10 di Warren Spahn. Le ultime stagioni della carriera le passò con i Baltimore Orioles, gli Houston Astros e i Chicago Cubs. Nel 1999 fu inserito da The Sporting News‍ al 74º posto nella classifica dei migliori cento giocatori di tutti i tempi.

## Palmarès
- MLB All-Star: 7

1950-1956
- Leader della MLB in vittorie: 4

1952–1955
- Leader della MLB in strikeout: 2

1953, 1954
- Numero 36 ritirato dai Philadelphia Phillies